# Čavori
OČavori (en serbe cyrillique : Чавори) est un village du sud-ouest du Monténégro, dans la municipalité de Kotor.

## Démographie

### Évolution historique de la population
| 1948 | 1953 | 1961 | 1971 | 1981 | 1991 | 2003 |
| ---- | ---- | ---- | ---- | ---- | ---- | ---- |
| 14   | 14   | 14   | 10   | 3    | 1    | 2    |